# Escut d'Alcoletge

Escut oficial d'Alcoletge

L'escut oficial d'Alcoletge té el següent blasonament:
Escut caironat: d'or, un castell de sable obert acostat de dos oms de sable. Per timbre una corona mural de poble.

## Història
Va ser aprovat el 12 de març de 1991 i publicat en el DOGC el 25 de març del mateix any amb el número 1423.
El castell fa al·lusió al nom àrab original de la localitat, que significa "el castellet"; actualment el castell ha desaparegut. Els dos oms a banda i banda són un senyal tradicional de l'escut de la població. Or i sable són els colors dels Anglesola, senyors del poble.